# Centro Empresarial Nações Unidas
Le Centro Empresarial Nações Unidas ou CENU (en français, centre d'affaires des Nations unies) est un ensemble immobilier situé à São Paulo au Brésil, construit de 1996 à 2012.
Il comprend 6 bâtiments dont 4 gratte-ciel (immeuble d'au moins 100 mètres de hauteur):
- Torre Norte, 158 m de hauteur, 38 étages, construit de 1996 1999. 
L'immeuble abrite des bureaux desservis par 24 ascenseurs dont 5 pour le sous-sol. 
C'est le 4° plus haut gratte-ciel de l'agglomération de Sao Paulo.
Chaque étage comprend une surface de 1 880 m².
Le hall d'entrée est haut de 7,2 mètres.
Le promoteur est la société Tishman Speyer Properties
- Tower Bridge  Corporate, 124 m de hauteur , 30 étages, construit de 2010 à 2012. 
L'immeuble abrite des bureaux.
- Torre Oeste, 120 m de hauteur, 30 étages, achevé en 1998. L'immeuble abrite des bureaux. 
Les promoteurs sont les sociétés Tishman Speyer Método, MHA Engenharia
- Torre Leste, 120 m de hauteur, 32 étages, 62 707 m² de surface de plancher , construit de 1999 à 2001. 
L'immeuble abrite un hôtel Hilton de 485 chambres avec au sommet un centre de remise en forme avec une piscine intérieure climatisée.
Les promoteurs sont les sociétés Tishman Speyer Método, MHA Engenharia
- Torre Sul, 68 m de hauteur, 18 étages, achevé en 20. L'immeuble abrite des bureaux
- Plaza I, 64 m de hauteur, 17 étages, achevé en 2004. L'immeuble abrite des bureaux
L' architecte est l'agence brésilienne Botti Rubin Arquitetos Associados S/C Ltda avec en complément pour la Torre Norte l'agence canadienne Gordon S. Adamson, Associates et l'agence brésilienne Batagliesi Arquitetos + Designers architect